# MAN E2000

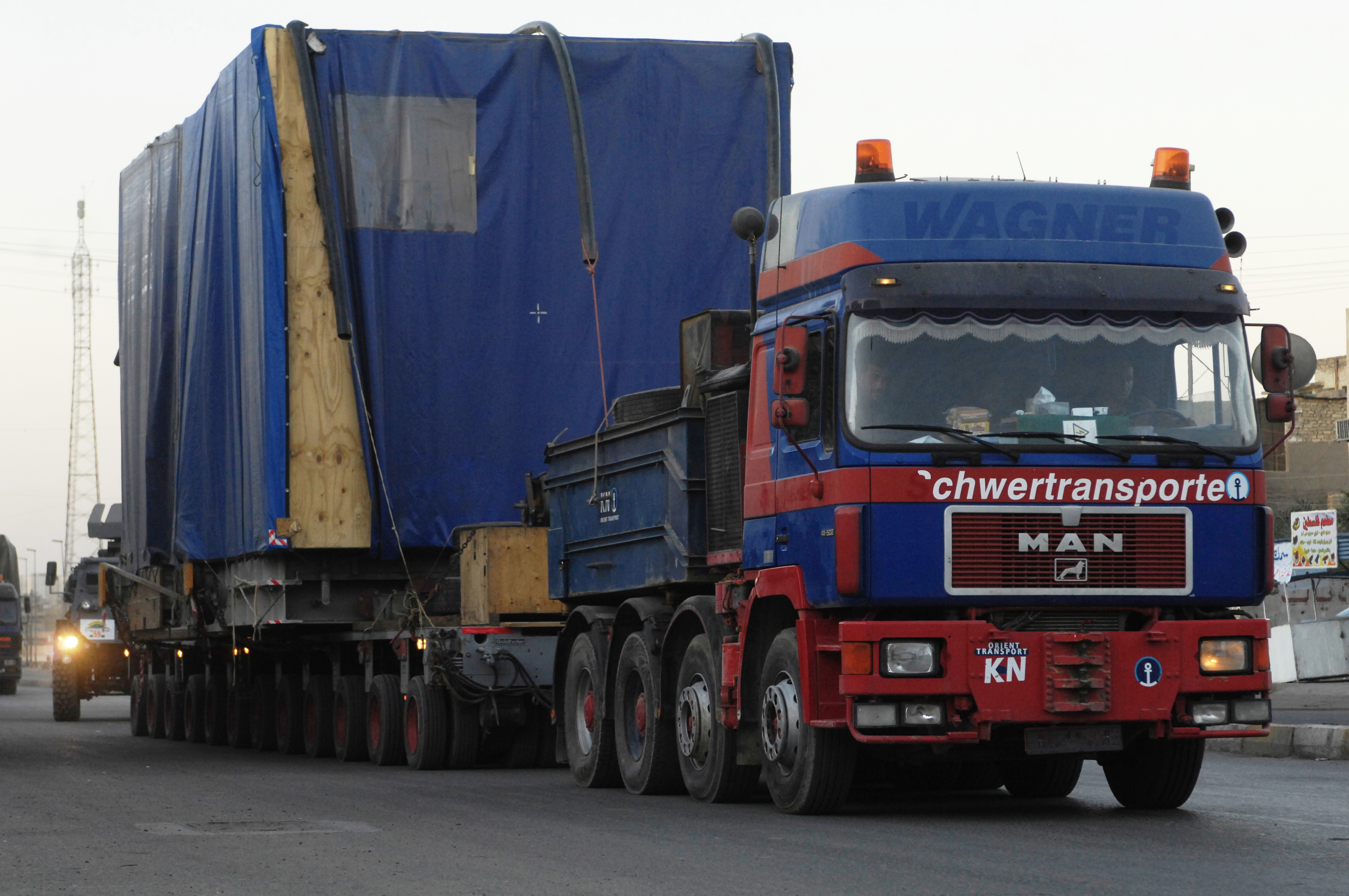
MAN 41.502

MAN Е2000 — магистральный седельный тягач, выпускаемый австрийской фирмой OAF Graf & Stift на шасси MAN F2000.

## История
Серийно тягач производится с 2000 года, после снятия с производства базовой модели MAN F2000 и запуска новой модели MAN TGA. На автомобилях используются высокоэкономичные двигатели с турбонаддувом, промежуточным охлаждением и электронным управлением — дизельные MAN E2866 DF01 мощностью 231 л. с., MAN D2866 LF23 мощностью 310 л. с., MAN D2866 LF24 мощностью 360 л. с., MAN D2866 LF25 мощностью 410 л. с., MAN D2876 LF03 мощностью 460 л. с. и MAN D2840 LF21 мощностью 600 л. с. , 1- или 2-дисковое сцепление, 16-ступенчатые коробки, передние дисковые вентилируемые тормоза с электронным регулированием величины тормозного усилия, подвеска на параболических рессорах или пневматических элементах, а также гидравлический тормоз-замедлитель Voith. Как и у MAN F2000, новая кабина предлагалась в четырёх вариантах с одним или двумя спальными местами, внутренней длиной до 2205 мм и высотой до 2170 мм. Особенно комфортное исполнение Topaz оснащено вторым нагревателем, сиденьем с подогревом, холодильником, отделано кожей и деревом. С 2012 года базовую модель MAN F2000 производят в Китае под названием Shacman F3000.